# Indigofera boviperda
Indigofera boviperda är en ärtväxtart som beskrevs av Alexander Morrison. Indigofera boviperda ingår i släktet indigosläktet, och familjen ärtväxter. Inga underarter finns listade i Catalogue of Life.